# アエルフェール アリエテ
アエルフェール アリエテ
- 用途：戦闘機
- 設計者：セルジオ・ステファヌッティ（Sergio Stefanutti）
- 製造者：アリエフェール
- 運用者：イタリア空軍
- 初飛行：1958年3月27日
- 生産数：2機（完成1機）
- 運用状況：試作のみ

アエルフェール アリエテ（Aerfer Ariete、イタリア語で雄羊の意）は1958年にイタリアで製作された戦闘機の試作機である。本機はアエルフェール サジッタリオ2の発展派生型であり、実戦用機として量産可能な標準型の航空機にまで育て上げられることを意図されていた。
機首の空気吸入口とロールス・ロイス ダーウェント主エンジンの機体下面に備えた排気口といった機体配置のほとんどはサジッタリオ2のものを踏襲しており、アリエテは上昇用と加速用にロールス・ロイス ソア RS.2補助エンジンを追加で装備していた。補助エンジン用には引き込み式の空気吸入口を機体背面に、排気口は機尾に備えていた。
量産はされなかった。

## 要目
(Ariete) Air Enthusiast.
- 乗員：1名
- 全長：9.60 m (31 ft 3 in)
- 全幅：7.50 m (24 ft 7 in)
- 全高：3.28 m (10 ft 9 in)
- 翼面積：14.5 m² (156 ft²)
- 翼面荷重：244 kg/m² (48 lb/ft²)
- 空虚重量：2,400 kg (5,290 lb)
- 全備重量：3,535 kg (7,793 lb)
- 推力重量比：1:2
- エンジン：
  - 1 × ロールス・ロイス ダーウェント 9 ターボジェットエンジン、16.2 kN (3,640 lbf)
  - 1 × ロールス・ロイス ソア（RSr 2） ターボジェットエンジン、8.025 kN (1,804 lbf)
- 最大速度：1,080 km/h (583 knots, 675 mph)
- 巡航高度：12,000 m (39,360 ft)
- 上昇率： 2,667 m/min (8,747 ft/min)

- 武装
  - 2 × 30 mm HDD-825 機関砲